# Dambroich

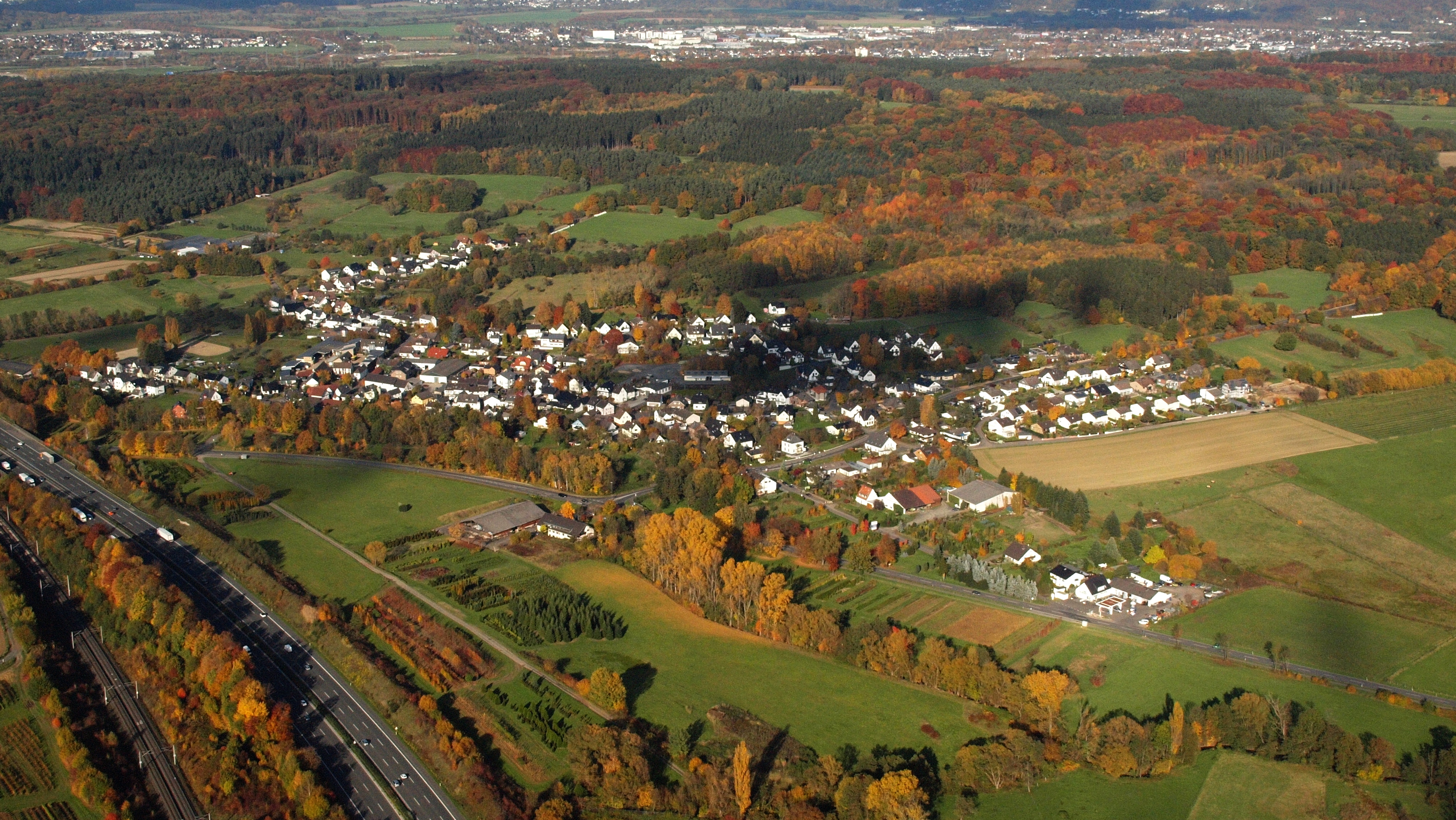
Dambroich, Luftaufnahme (2015)

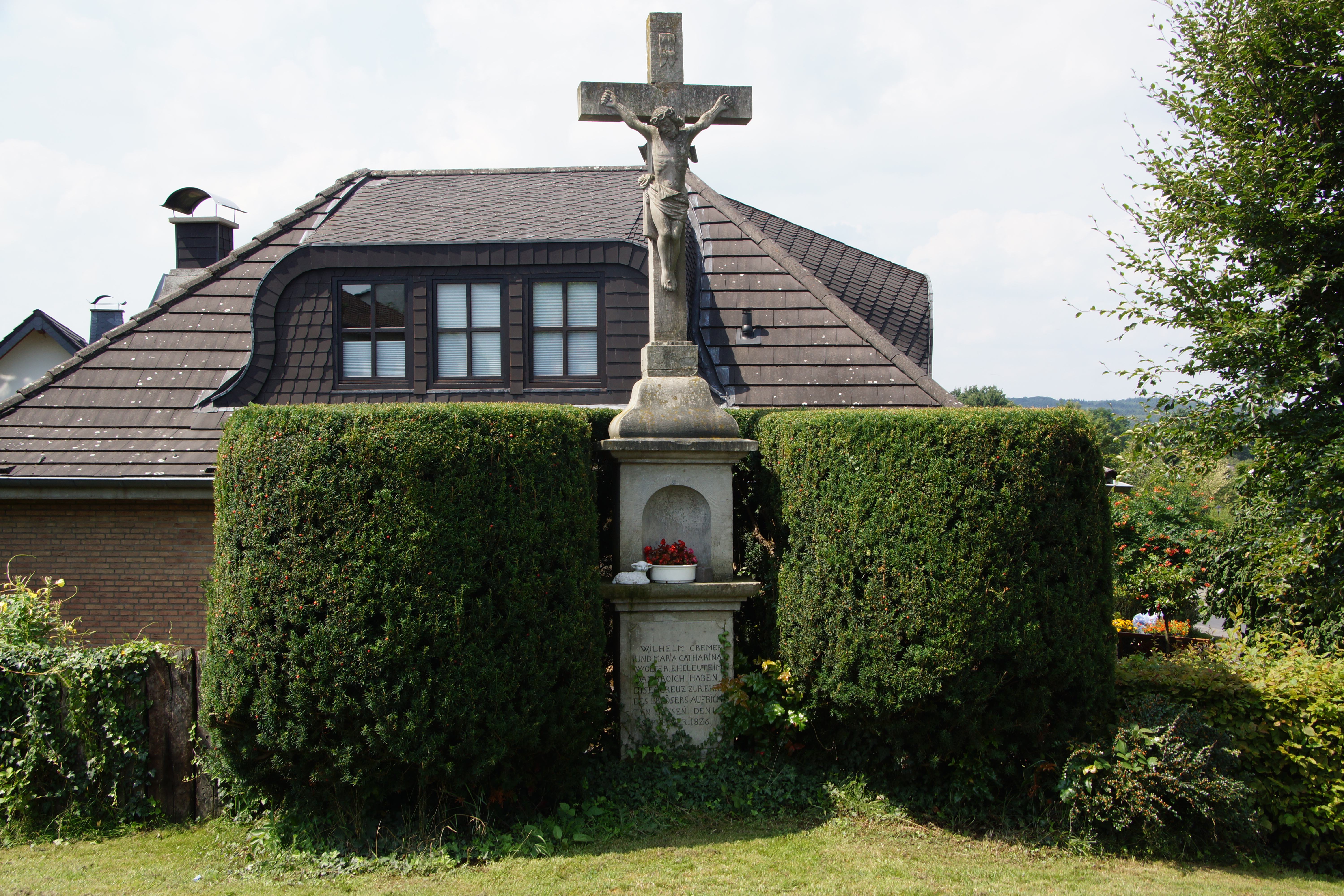
Wegekreuz in Dambroich

Dambroich ist ein Ortsteil der Stadt Hennef (Sieg) im Rhein-Sieg-Kreis in Nordrhein-Westfalen. 

## Lage
Der Ort liegt in einer Höhe von 80 bis 100 Metern über N.N. im Pleisbachtal. Nachbarorte sind Haus Oelgarten im Nordosten, Rott im Osten, Scheurenmühle im Süden und Birlinghoven im Westen.

## Geschichte
Bis 1934 gehörte Dambroich zur Gemeinde Geistingen.